# العلاقات السودانية المنغولية
العلاقات السودانية المنغولية هي العلاقات الثنائية التي تجمع بين السودان ومنغوليا.

## مقارنة بين البلدين
هذه مقارنة عامة ومرجعية للدولتين:
| وجه المقارنة                                              | السودان                     | منغوليا         |
| --------------------------------------------------------- | --------------------------- | --------------- |
| المساحة (كم2)                                             | 1.89 مليون                  | 1.57 مليون      |
| عدد السكان (نسمة)                                         | 40.53 مليون                 | 3.08 مليون      |
| الكثافة السكانية (ن./كم²)                                 | 21.44                       | 1.96            |
| العاصمة                                                   | الخرطوم                     | أولان باتور     |
| اللغة الرسمية                                             | اللغة العربية، لغة إنجليزية | اللغة المنغولية |
| العملة                                                    | جنيه سوداني                 | توغروغ منغولي   |
| الناتج المحلي الإجمالي (بليون دولار)                      | 117.49 مليار                | 11.49 مليار     |
| الناتج المحلي الإجمالي (تعادل القوة الشرائية) بليون دولار | 176.55 مليار                | 36.16 مليار     |
| الناتج المحلي الإجمالي الاسمي للفرد دولار أمريكي          | 2.41 ألف                    | 3.97 ألف        |
| الناتج المحلي الإجمالي للفرد دولار أمريكي                 | 4.07 ألف                    | 11.95 ألف       |
| مؤشر التنمية البشرية                                      | 0.479                       | 0.727           |
| رمز المكالمات الدولي                                      | +249                        | +976            |
| رمز الإنترنت                                              | سودان                       | .mn             |
| المنطقة الزمنية                                           | ت ع م+03:00، ت ع م+02:00    | ت ع م+08:00     |

## منظمات دولية مشتركة
يشترك البلدان في عضوية مجموعة من المنظمات الدولية، منها:
| علم المنظمة | اسم المنظمة                               | تاريخ انضمام السودان | تاريخ انضمام منغوليا |
| ----------- | ----------------------------------------- | -------------------- | -------------------- |
|             | الاتحاد البريدي العالمي                   | ?                    | ?                    |
|             | يونسكو                                    | 26 نوفمبر 1956       | 1 نوفمبر 1962        |
|             | البنك الدولي للإنشاء والتعمير             | 5 سبتمبر 1957        | 14 فبراير 1991       |
|             | وكالة ضمان الاستثمار متعدد الأطراف        | 7 نوفمبر 1991        | 21 يناير 1999        |
|             | الاتحاد الدولي للاتصالات                  | 23 أكتوبر 1957       | 27 أغسطس 1964        |
|             | منظمة الشرطة الجنائية الدولية             | ?                    | ?                    |
|             | مؤسسة التمويل الدولية                     | 21 أكتوبر 1960       | 14 فبراير 1991       |
|             | الأمم المتحدة                             | 12 نوفمبر 1956       | 27 أكتوبر 1961       |
|             | مؤسسة التنمية الدولية                     | 24 سبتمبر 1960       | 14 فبراير 1991       |
|             | الفريق المعني برصد الأرض                  | ?                    | ?                    |
|             | منظمة حظر الأسلحة الكيميائية              | ?                    | ?                    |
|             | المركز الدولي لتسوية المنازعات الاستشارية | 9 مايو 1973          | 14 يوليو 1991        |

## وصلات خارجية
- موقع وزارة الخارجية السودانية
- موقع وزارة الخارجية المنغولية